# Python (Mythologie)

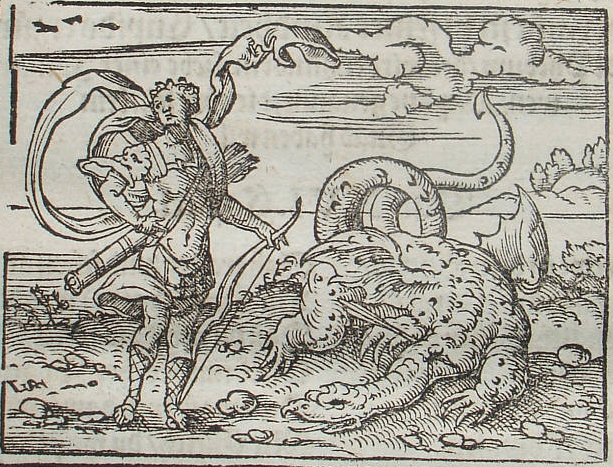
Apollo tötet den Python
(Virgil Solis).

Der Python (altgriechisch Πύθων Pýthōn) ist in der griechischen Mythologie ein Drache, der das Orakel von Delphi bewachte und von Apollon getötet wurde.

## Mythos

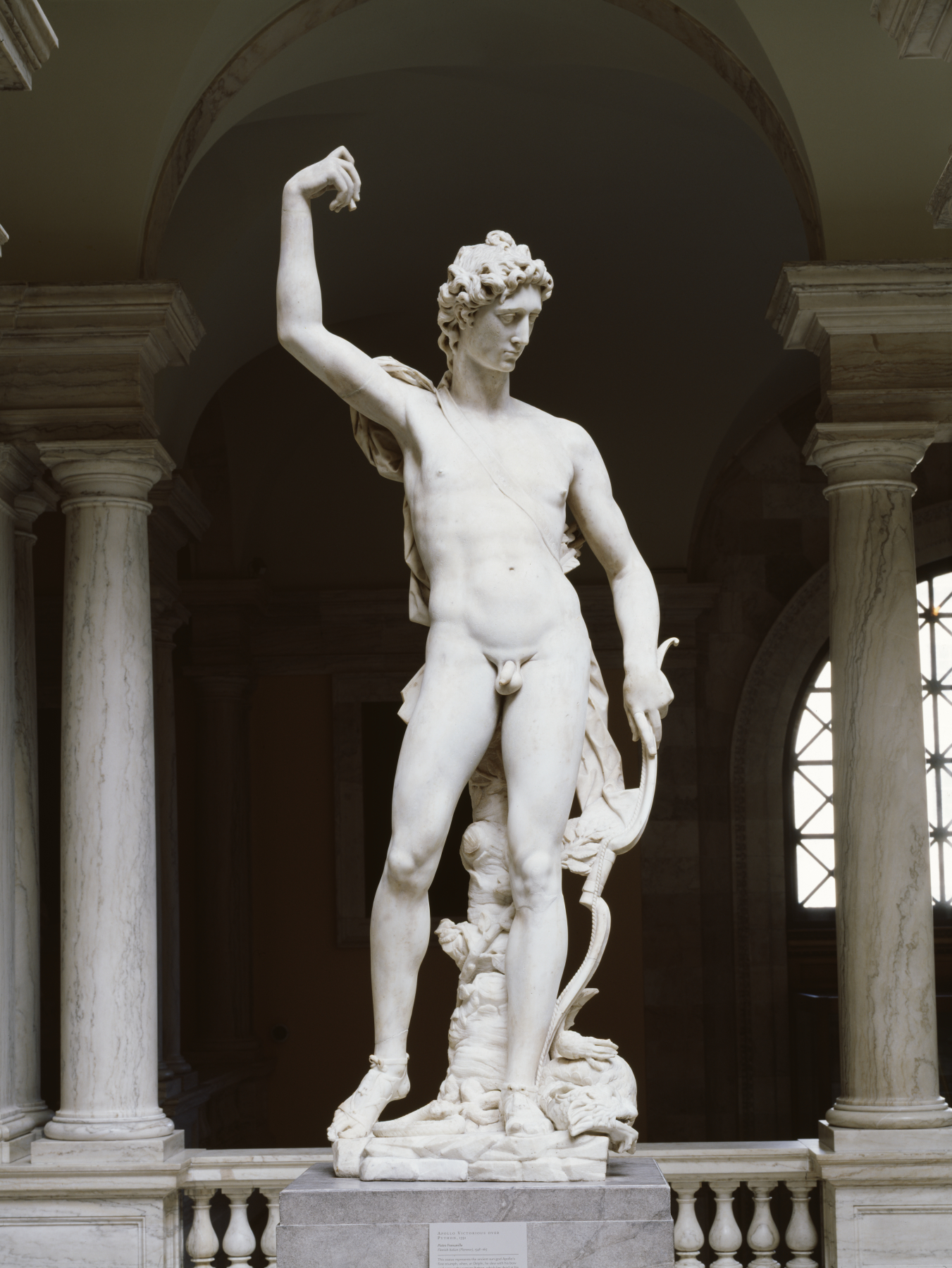
Pietro Francavilla: Apollo besiegt Python.
Walters Art Museum, Baltimore.

In der ältesten Fassung des Mythos, dem Homerischen Hymnos, tötet Apollon einen weiblichen Drachen (δράκαινα drákaina), den Hera als Wächter für ihren Sohn Typhon eingesetzt hatte. In dieser Fassung ist der Name des Drachen nicht Python, vielmehr wird der Name von dem unter den Strahlen der Sonne verfaulenden (πύθεσθαι pýthesthai) Leichnam hergeleitet. Ähnlich bei Ovid, bei dem der Python aus dem faulenden Schlamm und dem Schleim entstand, der übrig blieb, nachdem die Wasser der Deukalionischen Flut sich verlaufen hatten. Er wird von dem mit der Sonne identifizierten Apollon „mit tausend Pfeilen“ getötet. „Fäulnis“ sei demnach die Wurzel für den Namen des Orakels, den Beinamen Pythios des Gottes und den Titel der Priesterin, der Pythia.
Als Name des Ungeheuers wird Delphyne genannt. Später sei dann der Name des Ortes zum Namen der Schlange geworden. In einer nüchternen Variante des Strabon sind Tityos und Python, genannt „Der Drache“, einfach zwei Gewalttäter, die von Apollon erschossen werden. Diesem ganz entgegengesetzt wird erzählt, dass Apollon sich einer rituellen Reinigung und Sühne unterziehen musste, was nur der tun muss, der sich eines Frevels schuldig gemacht hat.
Nach Ovid und Hyginus Mythographus ist Python ein Sohn der Gaia, der Mutter zahlreicher Ungeheuer der griechischen Mythologie. Er ist es, der am Parnass ursprünglich die Orakel gibt, er ist es aber auch, der auf Befehl der Hera die Leto verfolgt, die Geliebte des Zeus und zukünftige Mutter von Apollon und Artemis. Die Tat des Apollon (und der Artemis in manchen Berichten) wird damit gerechtfertigt: Python war, nachdem er die schwangere Leto nicht hatte finden können, auf den Parnass zurückgekehrt. Nach Hyginus erschoss der eben 4 Tage alte Apollon den Python aus Rache für die Verfolgung der Mutter. Nach dieser Tat begründete Apollon zum Andenken Pythons die Pythischen Spiele. Nach Plutarch geht auch das delphische Fest Septerion auf die Tötung des Python zurück. Apollon soll den Python unter dem Omphalos begraben haben oder den Dreifuß der Pythia mit der Haut des Drachen überzogen und seine Gebeine darin aufbewahrt haben. Die Schale des Dreifußes diente traditionell als Behälter für die weißen und schwarzen Steine, die beim Losorakel verwendet wurden.
Nach der Bibliotheke des Apollodor schließlich gab ursprünglich Themis, die Göttin der Gerechtigkeit, die Orakel am Parnass und Python war der Wächter des heiligen Bezirks, der Apollon den Zutritt verweigern wollte und deshalb erschossen wurde.